# Động đất Malang 2021
Động đất Malang 2021 (tiếng Indonesia: Gempa bumi Jawa Timur April 2021) là trận động đất xảy ra vào lúc 14:00:15 (WIB), ngày 10 tháng 4 năm 2021. Trận động đất có cường độ 6,1 hoặc 6,0 trên thang độ lớn mô men (Mw ), tâm chấn độ sâu khoảng 80 km. Hậu quả trận động đất đã làm 10 người chết, 104 người bị thương.